# Veine vortiqueuse
Les veines vortiqueuses (ou veines vorticineuses ou veines de Morax ou veines choroïdiennes) drainent la choroïde oculaire.

## Description
Le nombre de veines vortex varie de 4 à 8 avec environ 65% de la population en ayant 4 ou 5.
Dans la plupart des cas, il y a au moins une veine vortiqueuse par quadrant : deux veines inférieures de la choroïde du bulbe de l’œil (ou veines choroïdiennes inférieure de l’œil) et deux veines supérieures de la choroïde du bulbe de l’œil (ou veines choroïdiennes supérieure de l’œil).

## Drainage
Certaines des veines vortiqueuses se déversent dans la veine ophtalmique supérieure qui se déverse dans le sinus caverneux,.
Certaines se déversent dans la veine ophtalmique inférieure qui se draine dans le plexus ptérygoïdien et le sinus caverneux,.
Il existe généralement une circulation collatérale entre les veines orbitaires supérieure et inférieure,,,.

## Aspect clinique
En règle générale, les entrées des veines vortiqueuses dans la couche externe de la choroïde peuvent être observées au fond de l'œil et fournissent des repères cliniques importants pour identifier l'équateur oculaire.

## Galerie

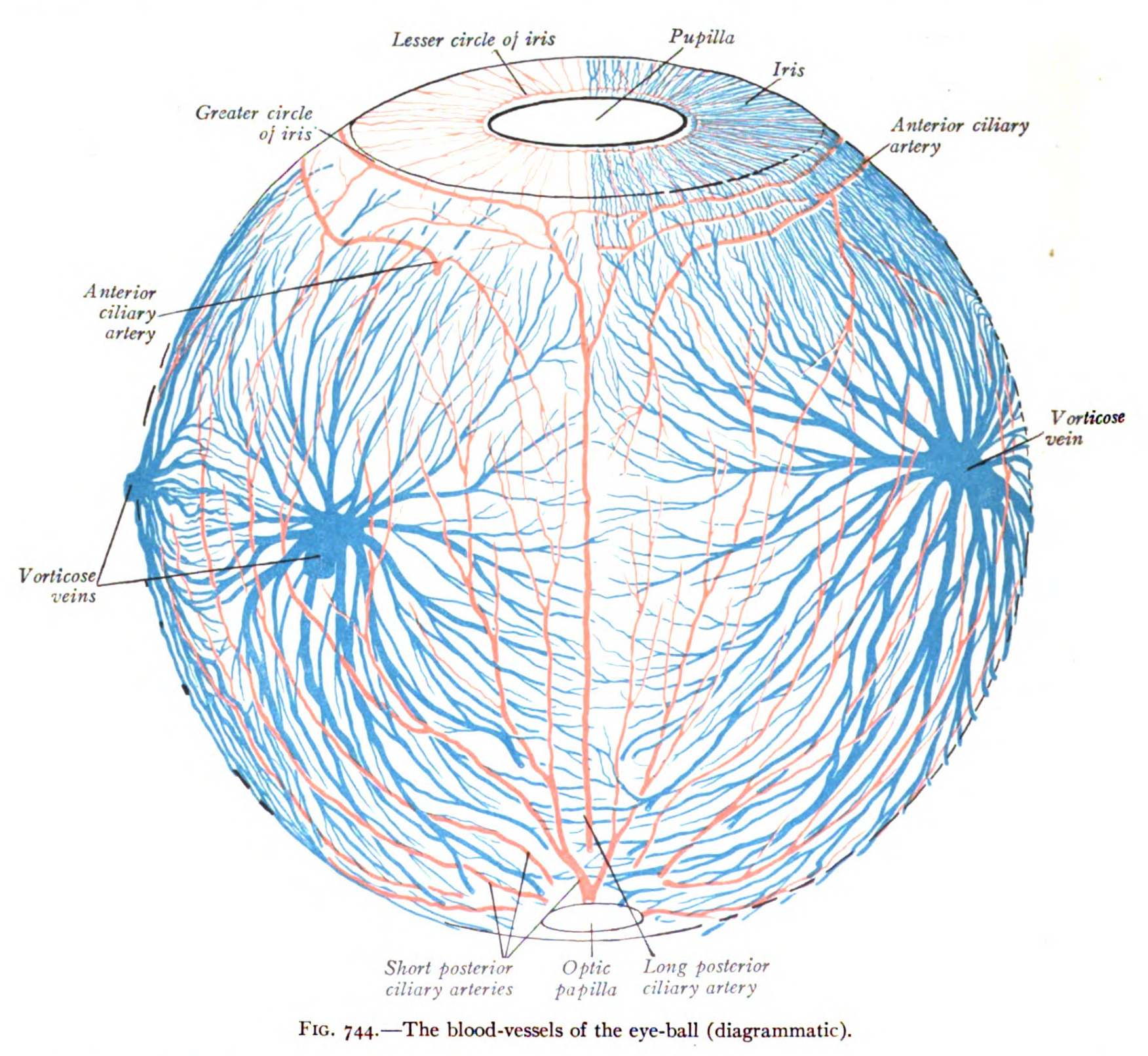
Les vaisseaux sanguins du globe oculaire (schématique).